# Chlorogomphus iriomotensis
Chlorogomphus iriomotensis – gatunek ważki z rodziny Chlorogomphidae.